# Rhizocarpon pusillum
Rhizocarpon pusillum är en lavart som beskrevs av Hans Runemark. Rhizocarpon pusillum ingår i släktet Rhizocarpon, och familjen Rhizocarpaceae. Arten är reproducerande i Sverige.